# Червенака
Червенака (на албански: Çervenakë или Çervenaka) е село в Албания, в община Поградец, област Корча.

## География
Селото е разположено на 10 километра северозападно от Поградец, високо в планината Мокра, над югозападния бряг на Охридското езеро. Селото се намира на 1015 m надморска височина.

## История
Според Васил Кънчов („Македония. Етнография и статистика“) в XIX век Чернево или Червеник е албанско смесено християнско-мюсюлманско село в Старовска каза на Османската империя.
До 2015 година селото е част от община Одунища.